# Three Sisters Cones
Die Three Sisters Cones (englisch für Drei-Schwestern-Kegel) sind drei aufgereihte und bis zu 1800 m hohe Vulkankegel auf der antarktischen Ross-Insel. Sie ragen an den südwestlichen Hängen des Mount Erebus auf.
Die Benennung geht auf Teilnehmer der Terra-Nova-Expedition (1910–1913) unter der Leitung des britischen Polarforschers Robert Falcon Scott zurück.